# Alelimma lignea
Alelimma lignea är en fjärilsart som beskrevs av Swinhoe 1902. Alelimma lignea ingår i släktet Alelimma och familjen nattflyn. Inga underarter finns listade i Catalogue of Life.